# Golders Green Crematorium

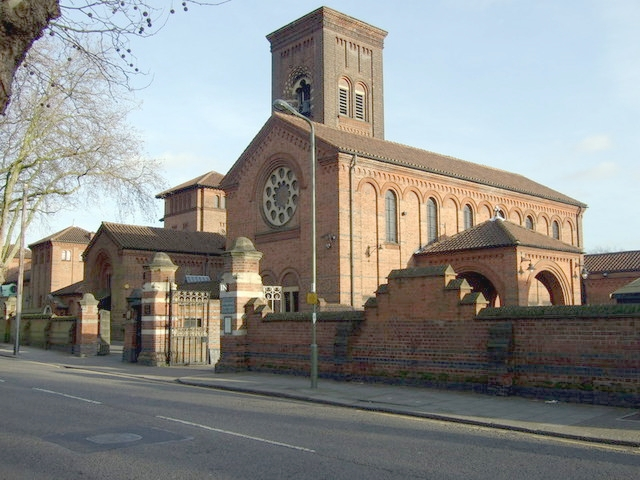
Golders Green Crematorium, Hauptzufahrt von der Hoop Lane aus

Das Golders Green Crematorium im Norden Londons war bei seiner Eröffnung 1902 das erste Krematorium in London und ist eines der ältesten Krematorien Großbritanniens. Es befindet sich in der Hoop Lane im Stadtteil Golders Green des Bezirks Barnet, etwa zehn Gehminuten von der U-Bahn-Station Golders Green entfernt. Das Grundstück des Krematoriums liegt direkt gegenüber dem weitläufigen Jüdischen Friedhof Golders Green.

## Geschichte
Das Golders Green Crematorium wurde im Auftrag der Cremation Society of Great Britain errichtet, das Baugelände wurde 1900 gekauft. Die Gebäude des Krematoriums wurden durch die Architekten Sir Ernest George und Alfred B. Yeates entworfen, die Gärten durch William Robinson angelegt.
1902 konnte das Krematorium durch Sir Henry Thompson eröffnet werden. In insgesamt vier Bauphasen wurden weitere Gebäude hinzugefügt (1901–1910, 1910–1911, 1912–1916, 1926–1928), ehe die Gesamtanlage schließlich 1939 weitgehend fertiggestellt war. Das Golders Green Crematorium verfügte damals über insgesamt sieben Einäscherungsöfen, die mit Brenngas befeuert wurden.
Seit November 1902 fanden im Golders Green Crematorium mehr als 323.500 Feuerbestattungen statt; das ist weit mehr als in jedem anderen britischen Krematorium. Es wird geschätzt, dass das Golders Green Crematorium derzeit durchschnittlich 2.000 Einäscherungen pro Jahr durchführt.

## Anlage

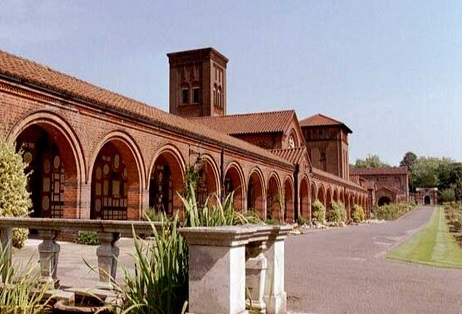
Wandelgang, Ansicht außen

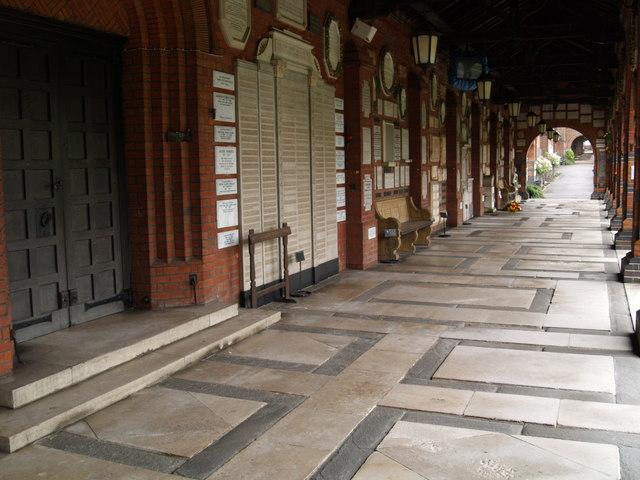
Wandelgang, Ansicht innen

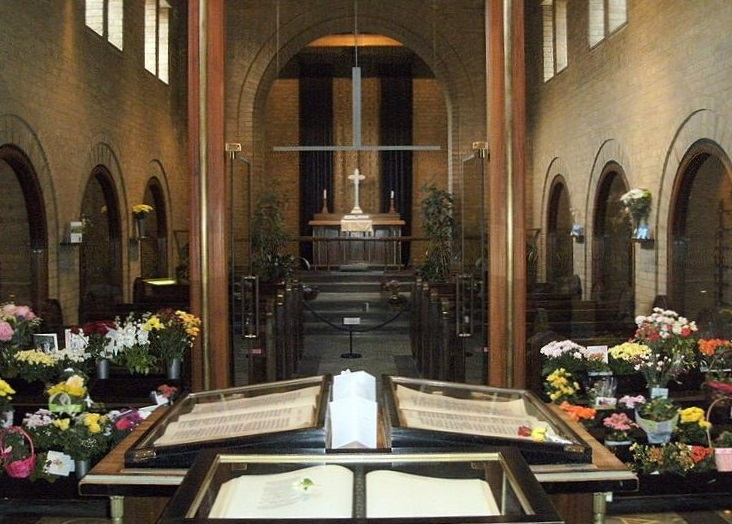
Chapel of Memory

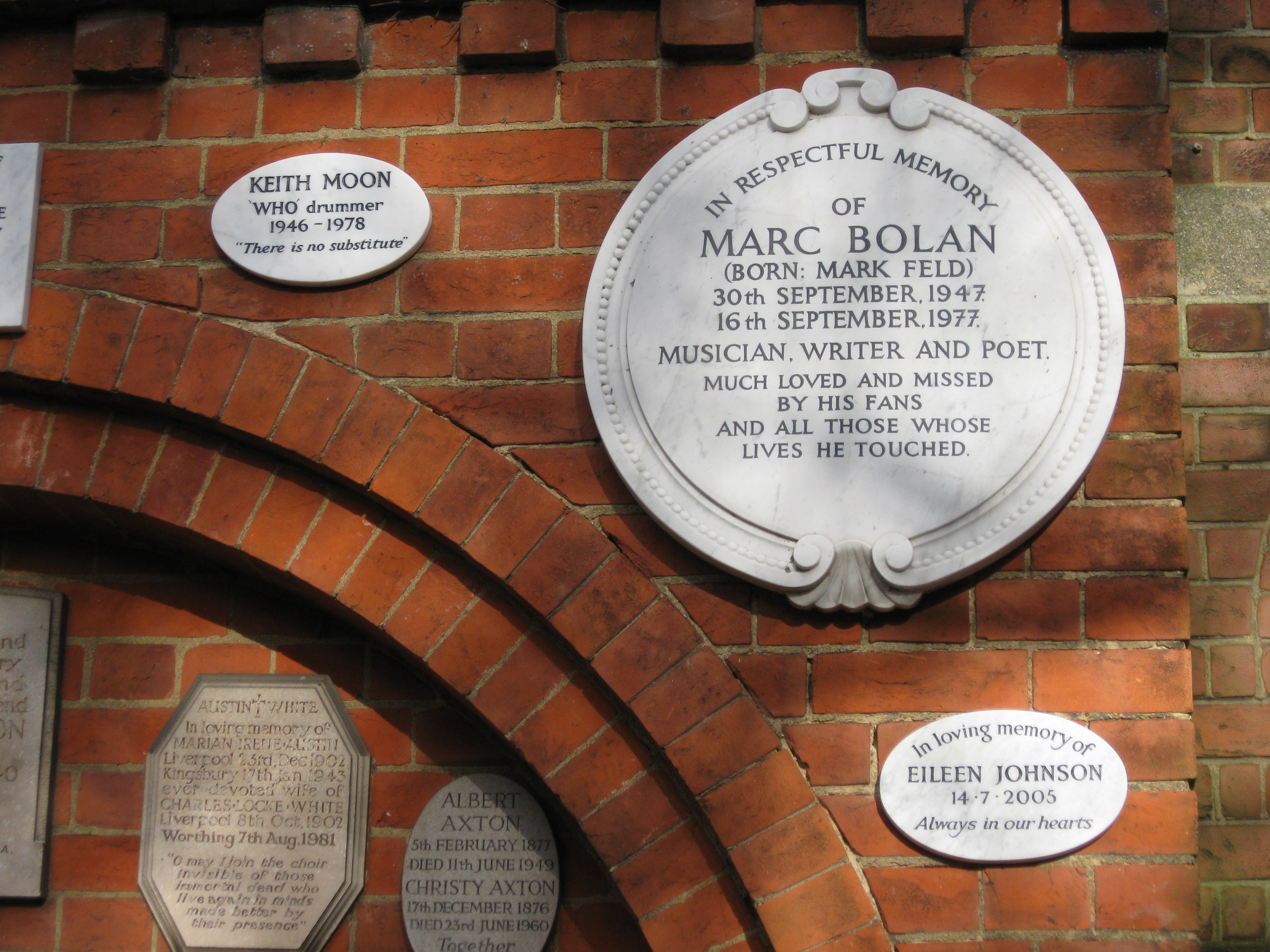
Erinnerungstafeln für Keith Moon und Marc Bolan

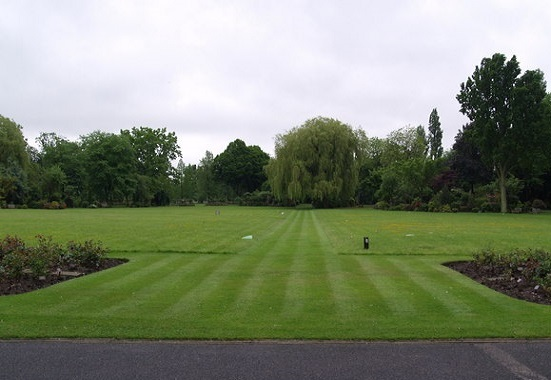
Rasenfläche zum Verstreuen von Asche im Garden of Rest

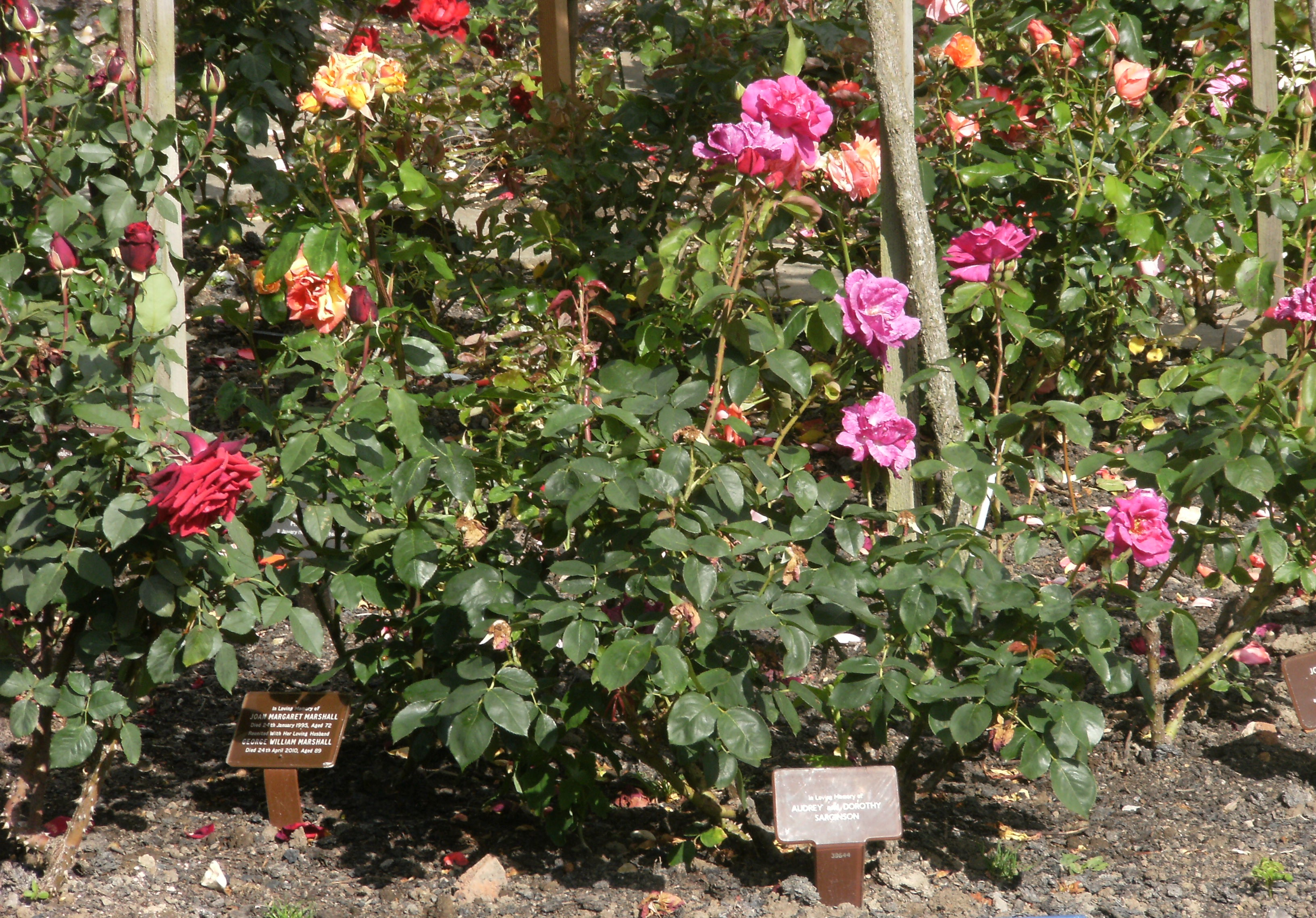
Rosenbeet mit Aschengräbern im Garden of Rest

Die Gebäude des Golders Green Crematorium sind als rote Backsteinbauten im lombardischen Stil ausgeführt und umfassen folgende Elemente (von Westen nach Osten):
- das West Columbarium – erbaut 1902–1903 durch George und Yeates
- den Reception Block – erbaut um 1930
- die West Chapel – erbaut 1901–1903 durch George und Yeates
- die East Chapel – erbaut 1938–1939 durch Mitchell und Bridgewater
- die Bedford Chapel – erbaut 1911
- das East Columbarium  – erbaut 1911–1913 durch George und Yeates
- das Ernest George Columbarium – erbaut 1922–1928 durch Yeates
- die Chapel of Memory mit dem Chapel of Memory Columbarium – erbaut 1938–1939 durch Mitchell und Bridgewater

Die genannten Gebäude stehen parallel zur Hoop Lane und sind im Süden – zum Garden of Rest hin – durch einen einstöckigen offenen Wandelgang verbunden, der wiederum in Exedral Cloister, West Cloister, East Cloister sowie das Chapel of Memory Cloister unterteilt ist. Der Schornstein des Krematoriums befindet sich im Turm. Das vierstöckige West Columbarium war das erste speziell zur Aufnahme von Aschenurnen errichtete Kolumbarium Großbritanniens. Das Ernest George Columbarium wurde nach dem Tod Ernest Georges durch Yeates als dreiflügeliges Gebäude rund um eine Rasenfläche mit Lilienteich konzipiert und galt bei seiner Eröffnung 1928 als das „schönste und teuerste je errichtete Gebäude dieser Art“. In der Bedford Chapel befindet sich der originale Verbrennungsofen des Woking Crematorium, welchen Herbrand Russell, 11. Duke of Bedford, hierher übertragen ließ und in welchem er 1940 selbst verbrannt wurde. 1959 wurde der Shrine of Remembrance zur Erinnerung an Verstorbene jüdischen Glaubens eingeweiht. Die Gebäude des Golders Green Crematorium stehen unter Denkmalschutz (Grade II), der auch die zahlreichen Gedenktafeln an den Wänden der Anlage umfasst.
Die im Süden an die Krematoriumsgebäude anschließende Gartenanlage Garden of Rest hat eine annähernd dreieckige Form und weist eine Größe von etwa 4,9 ha auf. Die Flächen sind großflächig bepflanzt, zudem gibt es zwei Teiche mit Brücke sowie einen großen Krokusrasen. Eigene Rasenflächen (sogenannte scattering lawns) dienen zum Verstreuen der Asche von Verstorbenen, in anderen Teilen des Gartens wird die Asche von Verstorbenen unter individuellen Rosensträuchern begraben. Neben zahlreichen anderen Grabdenkmälern befindet sich im Garten u. a. ein 1952 enthülltes Denkmal der Commonwealth War Graves Commission, das an 496 Soldaten beider Weltkriege erinnert, die im Golders Green Crematorium eingeäschert wurden. Es steht am Kopfende eines Zierteichs am westlichen Ende des Gebäudekomplexes.

## Bestattungen
Unter den zahlreichen Personen, die im Golders Green Crematorium eingeäschert wurden, sind u. a.:

### Asche vor Ort aufbewahrt oder verstreut
- Larry Adler (1914–2001), Mundharmonikaspieler und Autor
- Kingsley Amis (1922–1995), Schriftsteller und Dichter
- Boris Anrep (1883–1969), Mosaizist
- Henry Edward Armstrong (1848–1937), Chemiker
- Edward Battersby Bailey (1881–1965), Geologe
- Lionel Bart (1930–1999), Musical-Komponist
- Richard Claude Belt (1851–1920), Bildhauer
- Elisabeth Bergner (1897–1986), Theater- und Filmschauspielerin
- Marc Bolan (1947–1977), Sänger, Gitarrist und Songschreiber

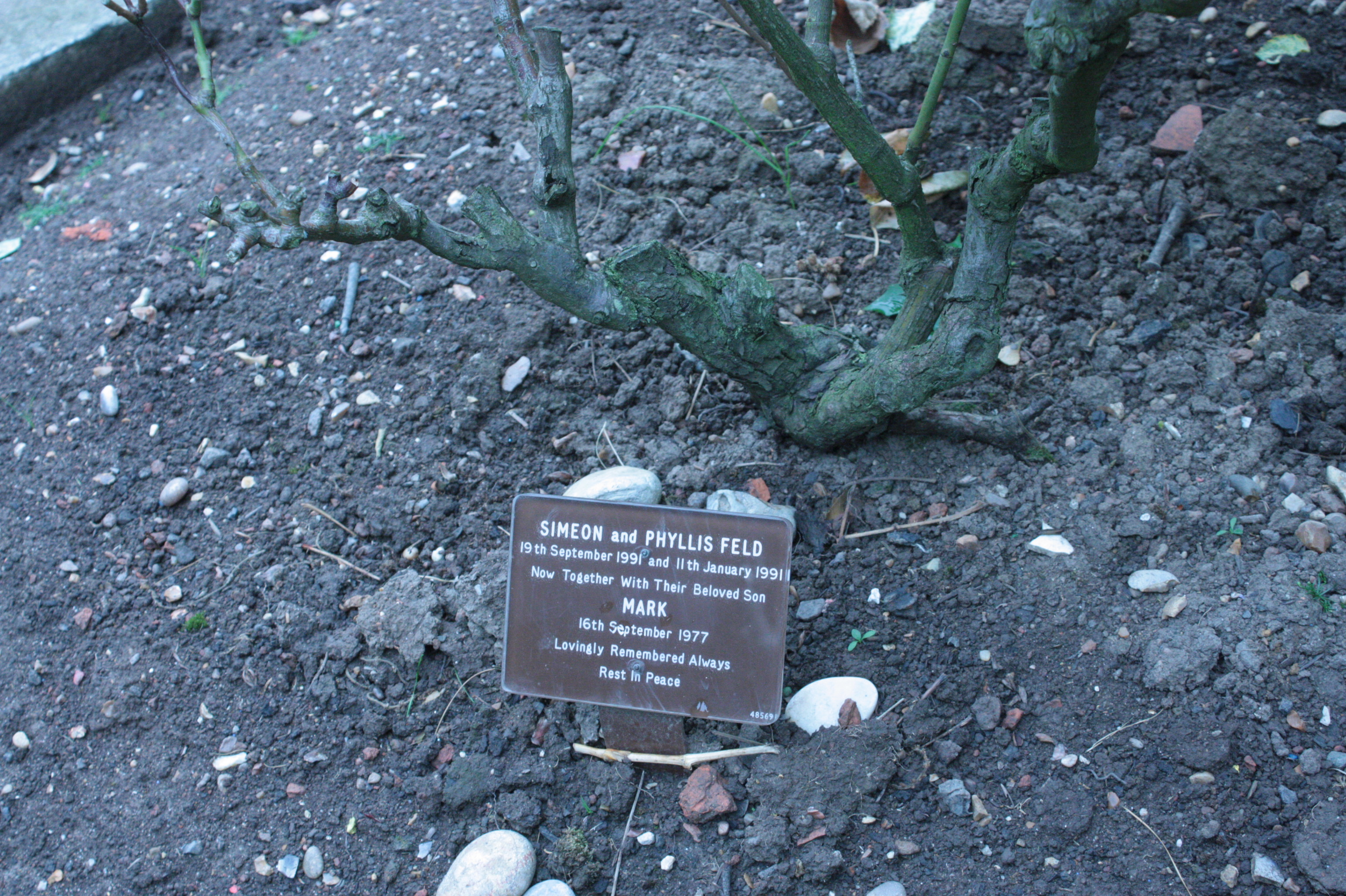
Rosenstrauch mit Grab von Marc Bolan im Garden of Rest

- Bernard Bresslaw (1934–1993), Schauspieler
- George Brown, Baron George-Brown (1914–1985), Politiker
- Jack Bruce (1943–2014), Rock-, Blues- und Jazzmusiker
- Dorothy Burlingham (1891–1979), Kinderpsychoanalytikerin und Pädagogin
- Eric Coates (1886–1957), Komponist und Bratschist
- Cicely Courtneidge (1893–1980), Schauspielerin
- Walter Crane (1845–1915), Maler und Illustrator
- Tony Crombie (1925–1999), Jazz- und Rhythm-&-Blues-Musiker
- James Dewar (1842–1923), Physikochemiker
- Edith Durham (1863–1944), Balkanreisende, Illustratorin und Schriftstellerin
- Ray Ellington (1916–1985), Jazz- und Unterhaltungsmusiker
- Havelock Ellis (1859–1939), Sexualforscher, Sozialreformer und Fabianer
- Millicent Fawcett (1847–1929), Frauenrechtlerin
- Kathleen Ferrier (1912–1953), Opernsängerin
- Bud Flanagan (1896–1968), Music-Hall- und Vaudeville-Entertainer
- Alfred Flechtheim (1878–1937), Kunsthändler, Galerist und Verleger
- Andrew Fletcher (1961–2022), Musiker
- Lynne Frederick (1954–1994), Schauspielerin

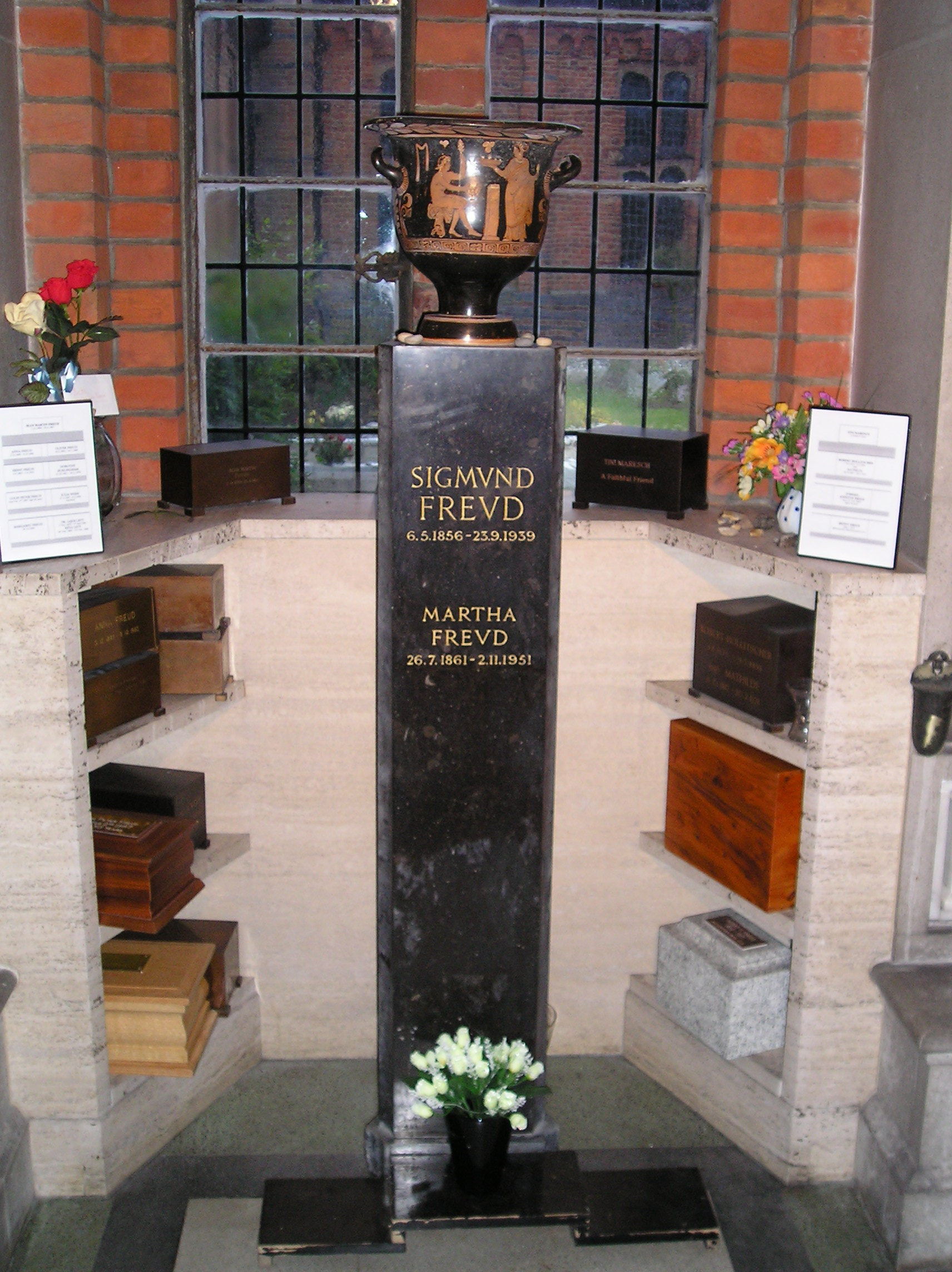
Nische mit den Urnen der Familie Freud und von Dorothy Burlingham

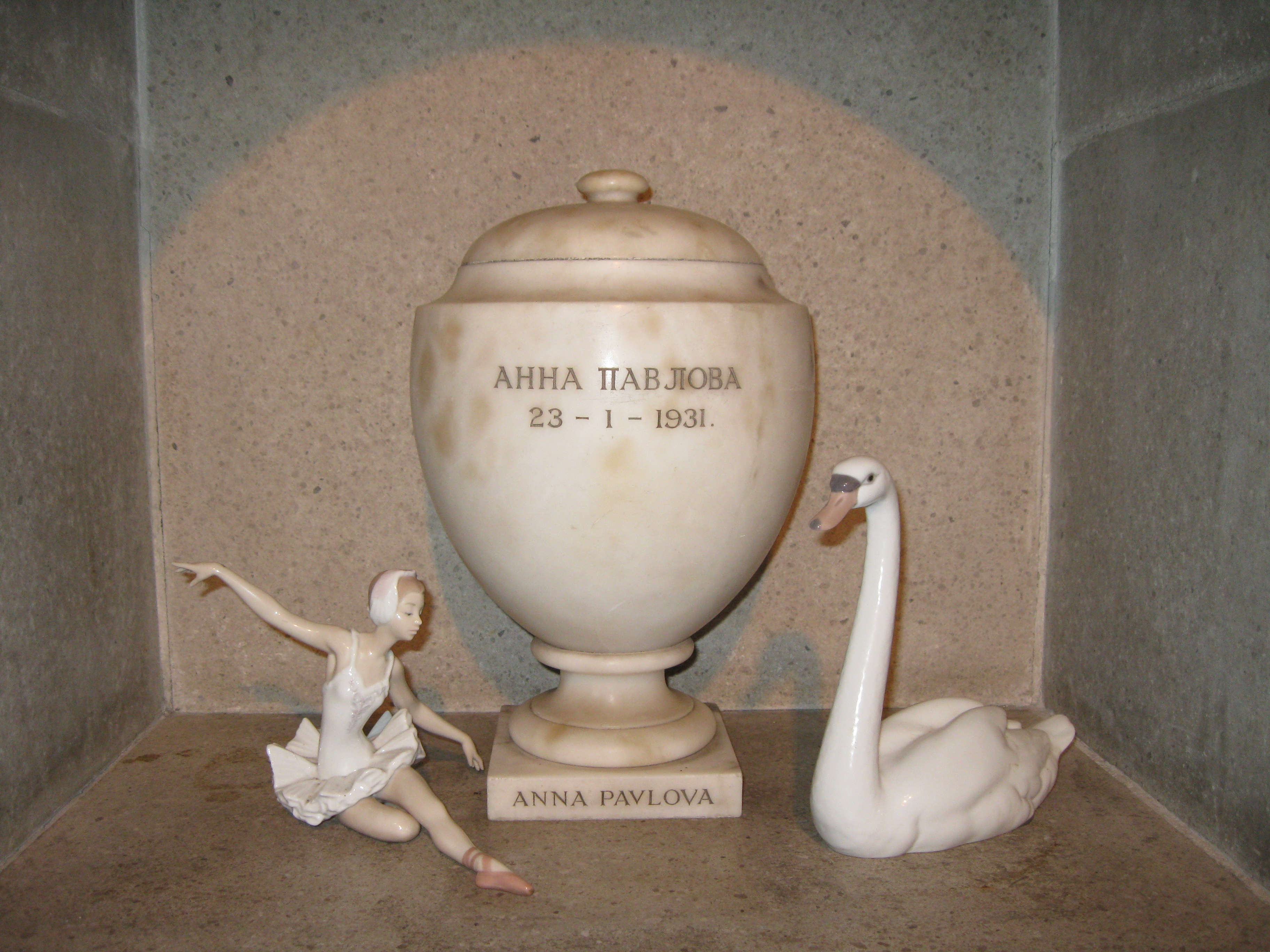
Urne Anna Pavlovas

- Anna Freud (1895–1982), Psychoanalytikerin
- Sigmund Freud (1856–1939), Begründer der Psychoanalyse
- Ernest George (1839–1922), Architekt des Golders Green Crematorium
- Lady Helena Gleichen (1873–1947), Malerin
- Elinor Glyn (1864–1943), Schriftstellerin, Journalistin und Drehbuchautorin
- Ernő Goldfinger (1902–1987), Architekt
- Charles Gray (1928–2000), Schauspieler
- Anthony Greenwood, Baron Greenwood of Rossendale (1911–1982), Politiker
- Arthur Greenwood (1880–1954), Politiker
- John Gross (1935–2011), Literaturkritiker und Autor
- Kenneth Halliwell (1926–1967), Schauspieler und Autor
- Irene Handl (1901–1987), Schauspielerin
- Robert Harbin (1908–1978), Zauberkünstler, Erfinder und Autor
- Henriette Hardenberg (1894–1993), expressionistische Dichterin
- Jack Hawkins (1910–1973), Schauspieler
- Tubby Hayes (1935–1973), Jazzmusiker
- Emanuel Christian Hedmondt (1857–1940), Sänger und Gesangslehrer
- Ian Hendry (1931–1984), Schauspieler
- Margaret Lindsay Huggins (1848–1915), Astronomin
- William Huggins (1824–1910), Astronom und Physiker
- Albert Inkpin (1884–1944), Politiker
- Sid James (1913–1976), Schauspieler
- Geoffrey Jellicoe (1900–1996), Landschaftsarchitekt und Stadtplaner
- Geoffrey Keen (1916–2005), Schauspieler
- Otto Königsberger (1908–1999), Architekt und Städteplaner
- Alexander Korda (1893–1956), Filmproduzent und Filmregisseur
- David Kossoff (1919–2005), Schauspieler und Autor
- Paul Kossoff (1950–1976), Rock- und Blues-Gitarrist
- Doris Lessing (1919–2013), Schriftstellerin, Nobelpreisträgerin
- Percy Wyndham Lewis (1882–1957), Schriftsteller und Maler
- Wolf Mankowitz (1924–1998), Schriftsteller und Drehbuchautor
- Karl Mannheim (1893–1947), Soziologe und Philosoph

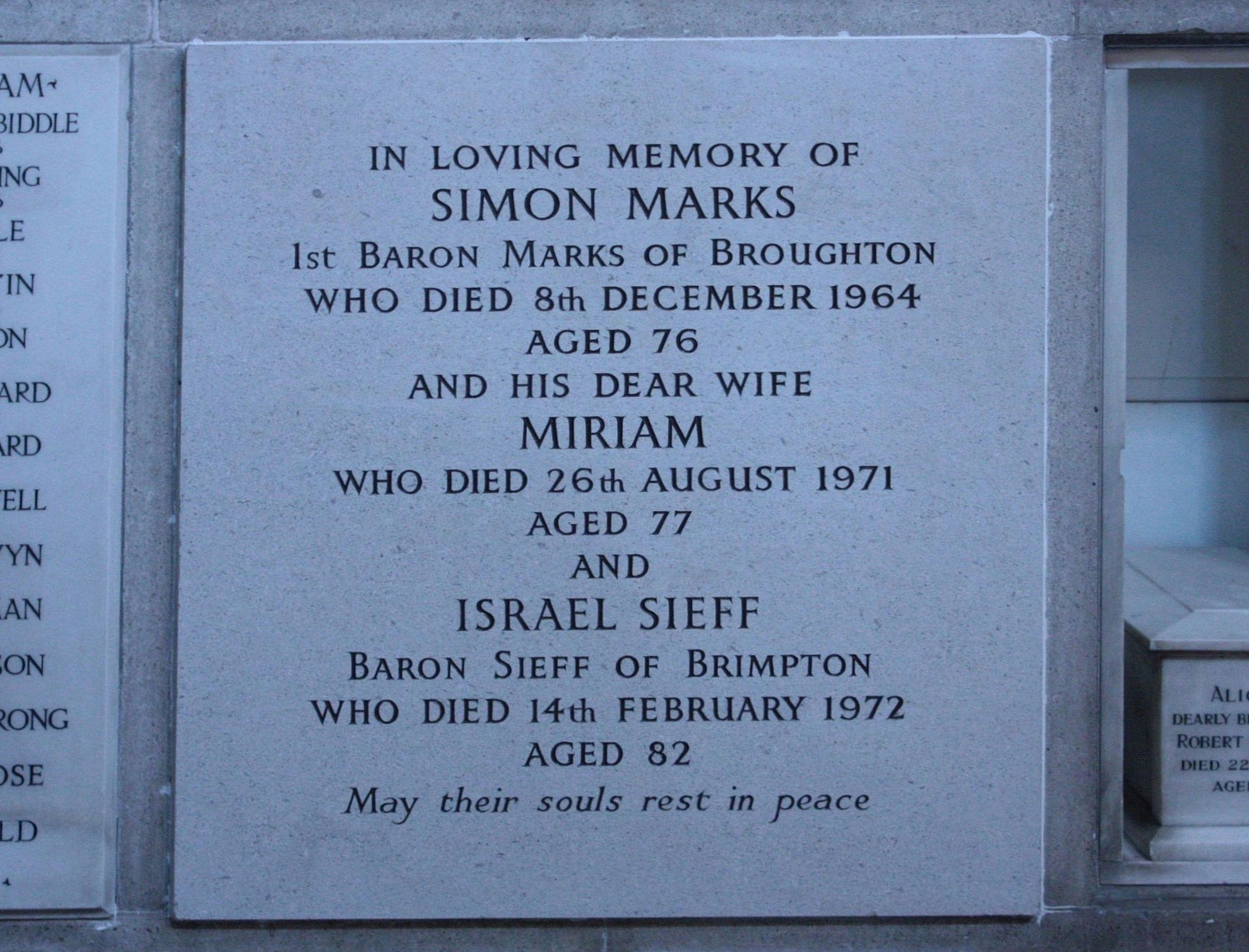
Urnengrab von Simon Marks und Israel Sieff

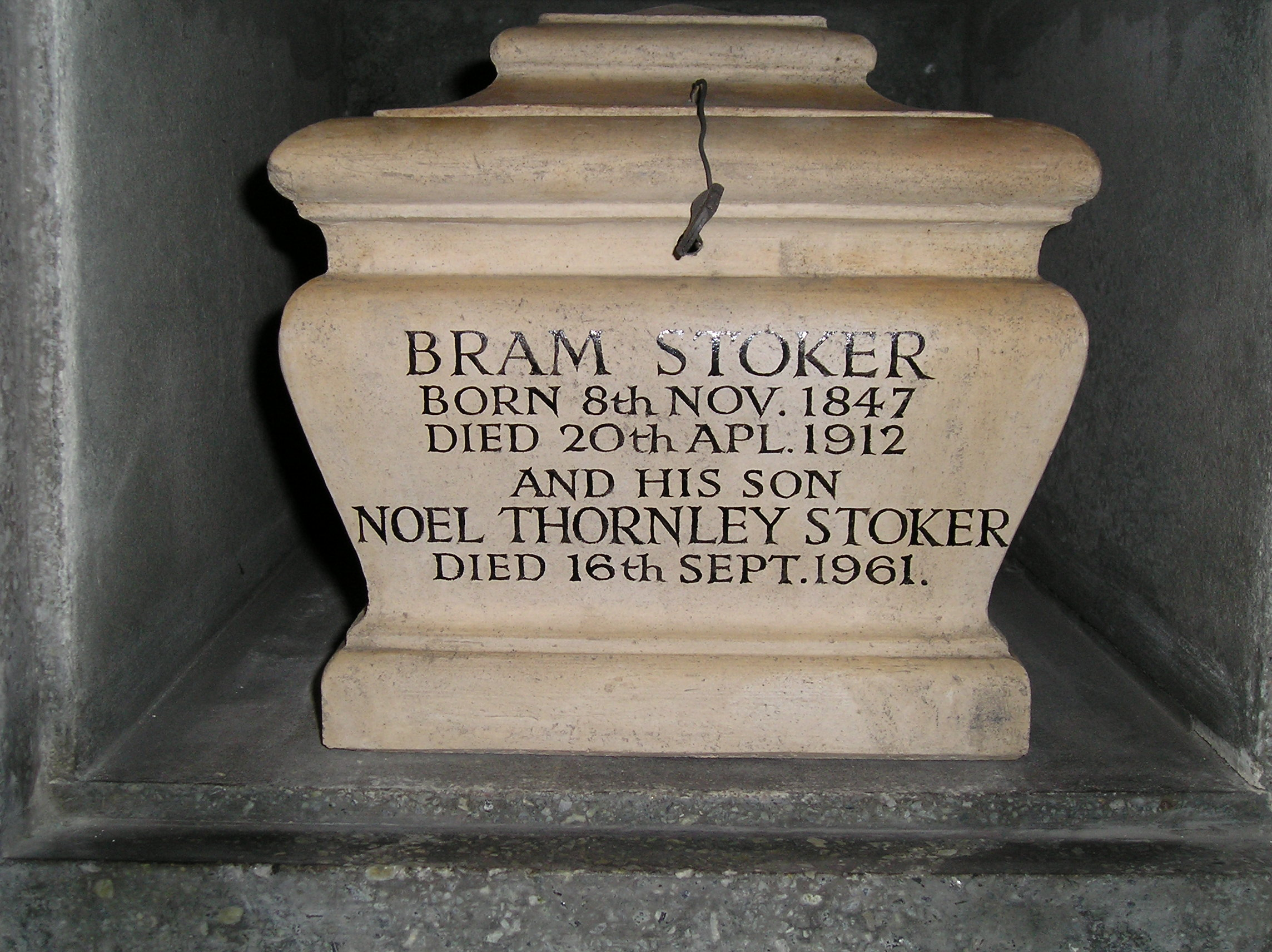
Urne Bram Stokers und seines Sohnes

- Simon Marks, 1. Baron Marks of Broughton (1888–1964), Gründer von Marks & Spencer
- Matt Monro (1930–1985), Sänger
- Keith Moon (1946–1978), Musiker
- Janet Munro (1934–1972), Film- und Fernsehschauspielerin
- Ivor Novello (1893–1951), Entertainer
- Joe Orton (1933–1967), Dramatiker
- Anna Pavlova (1881–1931), Tänzerin
- Don Revie (1927–1989), Fußballspieler und -trainer
- Timothy Richard (1845–1919), baptistischer Missionar in China
- Ewan Roberts (1914–1983), Schauspieler
- Ronnie Scott (1927–1996), Jazz-Tenorsaxophonist
- Phil Seamen (1926–1972), Schlagzeuger
- Peter Sellers (1925–1980), Komiker und Filmschauspieler
- Israel Sieff, Baron Sieff (1889–1972), Unternehmer und Politiker
- Bernard Spilsbury (1877–1947), Pathologe und Rechtsmediziner
- Bram Stoker (1847–1912), Schriftsteller
- A.J.P. Taylor (1906–1990), Historiker
- Sir Henry Thompson, 1st Baronet (1820–1904), Arzt und Auftraggeber des Golders Green Crematorium
- Karl Tunberg (1907–1992), Drehbuchautor und Filmproduzent
- Tommy Vance (1940–2005), Radiomoderator
- Conrad Veidt (1893–1943), Schauspieler

### Asche auswärts bestattet oder verstreut
- Stanley Baldwin (1867–1947), Politiker, Asche bestattet in der Worcester Cathedral
- Ernest Bevin (1881–1951), Gewerkschaftsführer und Politiker, Asche bestattet in der Westminster Abbey
- Ronnie Biggs (1929–2013), Mitglied der britischen Posträuberbande, Asche an die Familie übergeben
- Horatio Bottomley (1860–1933), Journalist und Politiker, Asche verstreut in den Sussex Downs
- Brendan Bracken, 1. Viscount Bracken (1901–1958), britischer Staatsmann, Asche verstreut in den Romney Marshes
- Alan Bush (1900–1995), Komponist, Pianist und Dirigent, Asche an die Familie übergeben
- Neville Chamberlain (1869–1940), Politiker, Asche bestattet in der Westminster Abbey
- Alan J. Charig (1927–1997), Paläontologe, Asche verstreut am Woldingham Viewpoint bei Oxted, Surrey
- Peter Cook (1937–1995), Komiker und Schauspieler, Asche bestattet hinter der St. John’s Church in Hampstead
- Bebe Daniels (1901–1971), Schauspielerin, Asche bestattet im Hollywood Forever Cemetery, Hollywood
- Ian Dury (1942–2000), Sänger, Songwriter und Schauspieler, Asche in die Themse gestreut
- T. S. Eliot (1888–1965), Lyriker, Dramatiker und Kritiker, Nobelpreisträger, Asche bestattet in der St Michael’s Church in East Coker
- Lily Elsie (1886–1962), Schauspielerin und Operettensängerin, Asche an die Familie übergeben
- John Fisher, 1. Baron Fisher (1841–1920), Admiral der Royal Navy, Asche bestattet in Kilverstone, Norfolk
- John French, 1. Earl of Ypres (1852–1925), Feldmarschall, Asche bestattet in Ripple, Kent
- Edward German (1862–1936), Komponist und Dirigent, Asche bestattet in Whitchurch, Shropshire
- W. S. Gilbert (1836–1911), Schriftsteller, Dramatiker und Librettist, Asche bestattet in der Church of St. John the Evangelist, Stanmore
- Eric Hobsbawm (1917–2012), Universalhistoriker, Asche bestattet im Highgate Cemetery
- John Inman (1935–2007), Komiker und Schauspieler, Asche an die Familie übergeben
- Henry Irving (1838–1905), Theaterschauspieler, Asche bestattet in der Westminster Abbey
- Rufus Isaacs, 1. Marquess of Reading (1860–1935), Politiker und Jurist, Asche bestattet im Jüdischen Friedhof Golders Green
- Henry James (1843–1916), Schriftsteller, Asche bestattet in Cambridge, Massachusetts
- Kenrick Hymans („Snakehips“) Johnson (1910–1941), Musiker und Tänzer, Asche bestattet in Marlow, Buckinghamshire
- Ernest Jones (1879–1958), Psychoanalytiker und Freud-Biograf, Asche bestattet in Cheriton
- Rudyard Kipling (1865–1936), Schriftsteller und Dichter, Nobelpreisträger, Asche bestattet in der Westminster Abbey
- Leonid Krassin (1870–1926), Kommunist, Asche bestattet in der Nekropole an der Kremlmauer, Moskau
- Alice Liddell (1852–1934), Asche bestattet in Lyndhurst, Hampshire
- Vivien Leigh (1913–1967), Schauspielerin, Asche verstreut auf ihrem Anwesen Tickerage Mill bei Blackboys, Sussex
- Prinzessin Louise, Herzogin von Connaught und Strathearn (1860–1917), Asche bestattet auf dem Royal Burial Ground, Frogmore
- Prinzessin Louise, Herzogin von Argyll (1848–1939), Asche bestattet auf dem Royal Burial Ground, Frogmore
- Edwin Lutyens (1869–1944), Architekt, Asche bestattet in der St. Paul’s Cathedral, London
- Charles Rennie Mackintosh (1868–1928), Architekt, Kunsthandwerker, Grafiker und Maler, Asche verstreut auf See bei Port Vendres
- John Morley, 1. Viscount Morley of Blackburn (1838–1923), Staatsmann und Publizist, Asche bestattet auf dem Putney Vale Cemetery, London
- Peter O’Toole (1932–2013), Schauspieler, Asche an die Familie übergeben
- Dudley Pound (1877–1943), Admiral der Royal Navy, Asche verstreut auf See
- Prajadhipok (1893–1941), König von Siam, Asche bestattet im Grand Palace, Bangkok
- Wendy Richard (1943–2009), Schauspielerin, Asche bestattet im East Finchley Cemetery
- Ernest Rutherford, 1. Baron Rutherford of Nelson (1871–1937), Physiker, Nobelpreisträger, Asche bestattet in der Westminster Abbey
- Marie Schmolková (1893–1940), jüdische Sozialarbeiterin, Asche an die Familie übergeben
- Sophia Duleep Singh (1876–1948), Suffragette, Asche verstreut im Punjab, Indien
- Vivian Stanshall (1943–1995), Rockmusiker, Asche an die Familie übergeben
- Richard Bowdler Sharpe (1847–1909), Zoologe und Ornithologe, Asche an die Familie übergeben
- George Bernard Shaw (1856–1950), Schriftsteller, Nobelpreisträger, Asche verstreut auf seinem Anwesen Shaw's Corner in Ayot Saint Lawrence
- Frederick Edwin Smith, 1. Earl of Birkenhead (1872–1930), Politiker, Asche bestattet in Charlton, Northamptonshire
- Herbert Spencer (1820–1903), Philosoph und Soziologe, Asche bestattet im Highgate Cemetery
- Charles Villiers Stanford (1852–1924), Komponist, Asche bestattet in der Westminster Abbey
- Ellen Terry (1847–1928), Bühnenschauspielerin, Asche bestattet in der St Paul’s Church, Covent Garden, London
- James Henry Thomas (1874–1949), Gewerkschaftsfunktionär und Politiker, Asche bestattet in Swindon, Wiltshire
- Ralph Vaughan Williams (1872–1958), Komponist und Dirigent, Asche bestattet in der Westminster Abbey
- Henry Wellcome (1853–1936), Pharmazie-Unternehmer, Asche 1987 bestattet im Kirchhof der St. Paul’s Cathedral, London
- H. G. Wells (1866–1946), Schriftsteller, Asche verstreut auf See
- Amy Winehouse (1983–2011), Sängerin und Songschreiberin, Asche bestattet im Edgwarebury Cemetery, London
- Szmul Zygielbojm (1895–1943), jüdischer Politiker, Asche bestattet in New York